# Tipula roya
Tipula roya är en tvåvingeart som beskrevs av Dufour 2003. Tipula roya ingår i släktet Tipula och familjen storharkrankar. Inga underarter finns listade i Catalogue of Life.